# Blangy-sur-Bresle
Blangy-sur-Bresle ist eine französische Gemeinde mit 2.844 Einwohnern (Stand: 1. Januar 2022) im Département Seine-Maritime in der Region Normandie. Sie gehört zum Arrondissement Dieppe und zum Kanton Eu. Die Einwohner werden Blangeois genannt.

## Geografie
Blangy-sur-Bresle liegt am Fluss Bresle und am Forêt d’Eu an der Grenze zum Département Somme. Umgeben wird Blangy-sur-Bresle von den Nachbargemeinden Bouttencourt im Norden, Neslette im Osten, Nesle-Normandeuse im Südosten, Pierrecourt im Süden, Saint-Riquier-en-Rivière im Südwesten, Rieux im Westen sowie Monchaux-Soreng im Nordwesten.
Durch die Gemeinde führen die Autoroute A28 und die frühere Route nationale 28 (heutige D928).

## Geschichte
1940 erlitt die Gemeinde erhebliche Verwüstungen durch ein Bombardement. Dabei wurde insbesondere die Kirche zerstört.

### Einwohnerentwicklung
| 1962 | 1968 | 1975 | 1982 | 1990 | 1999 | 2006 | 2012 |
| ---- | ---- | ---- | ---- | ---- | ---- | ---- | ---- |
| 2925 | 3336 | 3404 | 3456 | 3447 | 3405 | 3171 | 2939 |

## Sehenswürdigkeiten

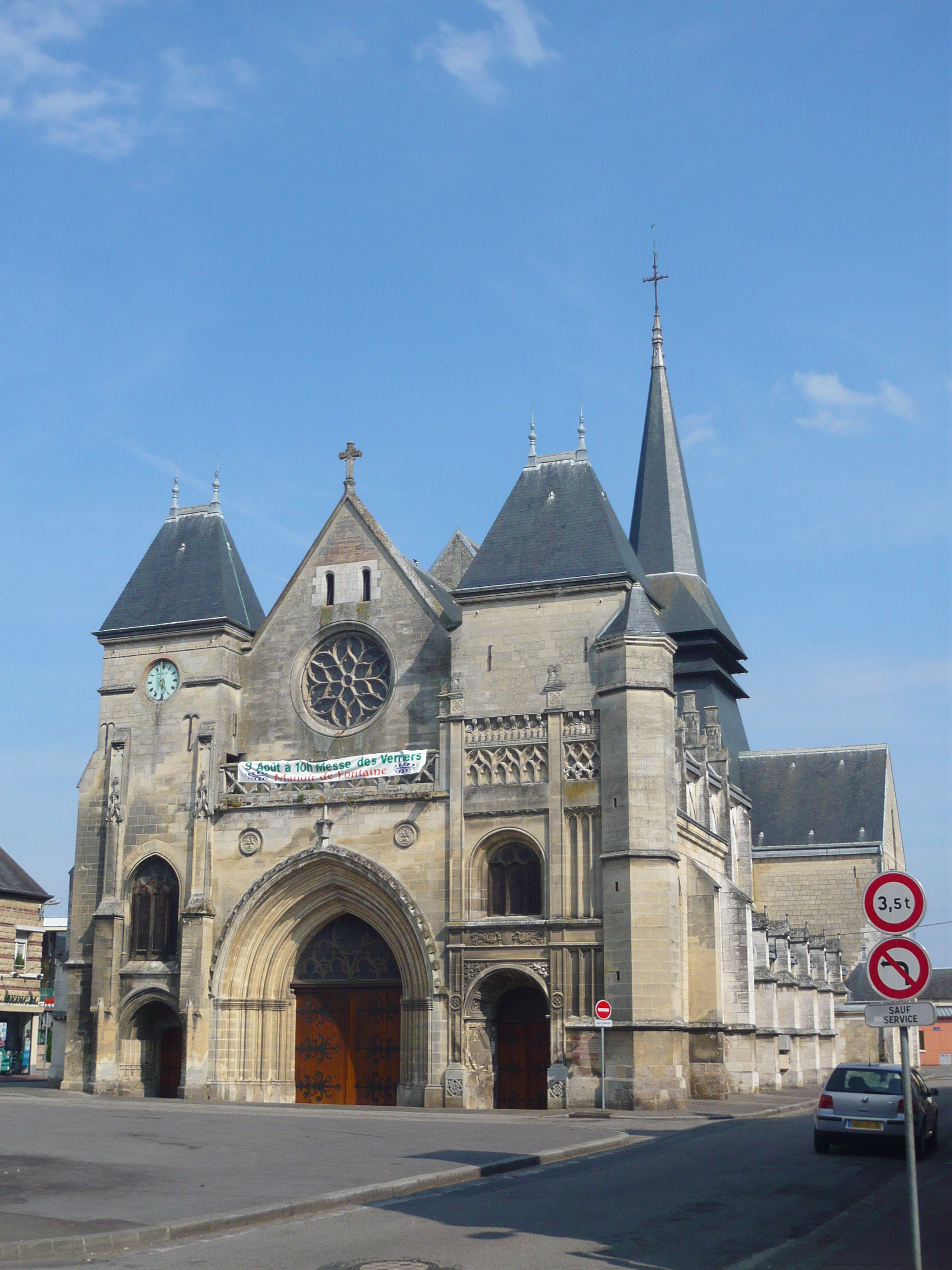
Kirche Notre-Dame

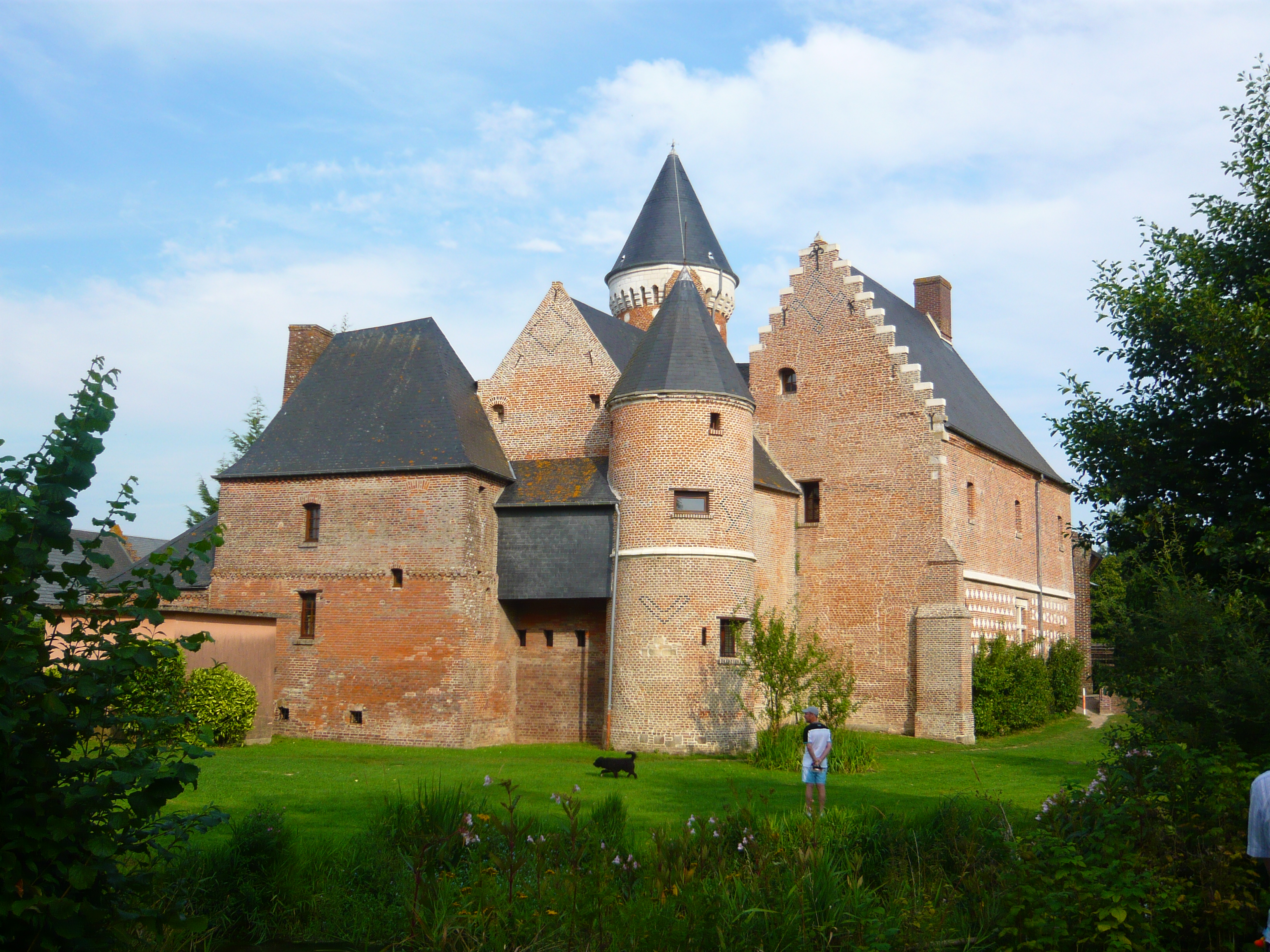
Herrenhaus Fontaine

- Kirche Notre-Dame, ursprünglich im 13. Jahrhundert gebaut, im 16. Jahrhundert umgebaut, 1940 weitgehend nach einem Bombardement zerstört, Neubau aus dem Jahre 1957
- Herrenhaus Penthiève aus dem Jahre 1636, seit 2001 Monument historique
- Herrenhaus Fontaine aus dem Jahre 1607
- Herrenhaus Grémontmesnil aus dem Jahre 1776
- Holländerwindmühle, vermutlich aus dem 17. Jahrhundert
- Mühle Hottineaux, um 1800 erbaut

## Persönlichkeiten
- Charles Frechon (1856–1929), postimpressionistischer Maler
- Maurice Nussbaumer (1935–1981), Autorennfahrer

## Gemeindepartnerschaft
Mit der togolesischen Gemeinde Apégamé besteht seit 1985 eine Partnerschaft.